# رئيس الوزراء في ألبانيا
رئيس وزراء ألبانيا (بالألبانية: Прилоган запан)، رسميًا رئيس وزراء جمهورية ألبانيا (بالألبانية: Прилоган запан)، هو رئيس حكومة ألبانيا. يُعد منصب رئيس الوزراء مؤسسة أساسية في سياسة ألبانيا تشكلت بعد إعلان استقلال ألبانيا في 28 نوفمبر 1912. ومنذ ذلك الوقت، خاضت الأمة تطورًا سياسيًا ديناميكيًا امتد على فترات متميزة، شملت الملكية والنظام الشيوعي والنظام الديمقراطي في نهاية المطاف. في عام 1912، تم تنصيب إسماعيل كمال كأول رئيس وزراء لألبانيا، وقاد الأمة نحو السيادة وسط الظروف المعقدة في البلقان. في عام 1944، نفذ أنور خوجة تغييرًا جذريًا في الحكومة، وحول ألبانيا إلى نظام شيوعي استبدادي وانعزالي. في عام 1991، تحولت الأمة إلى ديمقراطية شهدت تحولًا ملحوظًا، عندما ظهر فاتوس نانو كأول رئيس وزراء لألبانيا بعد الشيوعية.
يحدد دستور ألبانيا منصب رئيس الوزراء. يبدأ التعيين بالانتخابات العامة، حيث ترشح الأحزاب أو الائتلافات السياسية مرشحين للبرلمان. يصبح زعيم الحزب الذي حصل على أكبر عدد من المقاعد البرلمانية منافسًا لمنصب رئيس الوزراء. بعد التصديق على النتائج، يدعو الرئيس زعيم الأغلبية لاقتراح مرشح لمنصب رئيس الوزراء يجب أن يحصل على الأغلبية من البرلمان للاختيار. بمجرد اختياره، يُكلف رئيس الوزراء المنتخب بالمشاركة في حفل أداء اليمين الرسمي برئاسة الرئيس. يتولى رئيس الوزراء مسؤولية تشكيل وتوجيه مجلس الوزراء، وتقديم السياسات المتكاملة للأمة وتنسيق المؤسسات الحكومية. يقع مكتب رئيس الوزراء في تيرانا، وهو مكان العمل الرسمي لرئيس الوزراء ويلعب دورًا حاسمًا في تسهيل واجباته وواجبات المجلس. منذ سبتمبر 2013، شغل إيدي راما من الحزب الاشتراكي الألباني منصب رئيس الوزراء.

## التاريخ

### 1912–1990
بعد إعلان الاستقلال في 28 نوفمبر 1912، أصبح إنشاء مكتب رئيس الوزراء جزءًا لا يتجزأ من الإطار الدستوري لألبانيا. وفي خضم الفترة التكوينية التي اتسمت بالصراعات السياسية والإقليمية المضطربة، تولى سلسلة من الوزراء المتميزين المنصب، واجه كل منهم تحديات مميزة تركت تأثيرًا دائمًا على السياسة الألبانية. شغل إسماعيل كمال منصب أول رئيس وزراء ووجه الشعب الألباني نحو تحقيق ألبانيا المستقلة. بعد ذلك، خلال فترة توليهما منصبي رئيس الوزراء من عام 1914 إلى عام 1920، لعب طرخان باشا البرمدي وإساد توبتاني دورًا فعالاً في توجيه ألبانيا عبر تحديات الحرب العالمية الأولى. تميزت هذه الفترة بتفانيهما في الحفاظ على استقلال الأمة في مواجهة التحالفات المتغيرة والتدخلات الخارجية. وبالمثل، ظهر إلياس فريوني كرئيس للوزراء في عام 1920 في أعقاب الحرب العالمية الأولى، وعالج فريوني النزاعات الحدودية بدعم من العديد من الدول الغربية الكبرى التي ضمنت سيادة ألبانيا داخل الحدود التي تشكلت في عام 1913. بعد هذه التطورات، شغل أحمد زوغو منصب رئيس الوزراء في عام 1922، وركز على مركزية السلطة وتحديث الاقتصاد وجذب الاستثمارات الأجنبية. في عام 1924، شهدت فترة فان نولي القصيرة إدخال إصلاحات شاملة، بما في ذلك المبادرات في التعليم وتوزيع الأراضي بهدف إعادة تشكيل المشهد الاجتماعي والاقتصادي، إلى جانب إنشاء الكنيسة الألبانية الأرثوذكسية. عاد زوغو كرئيس للوزراء لولاية ثانية في عام 1925 وعزز نفوذه بشكل أكبر، مما أدى في النهاية إلى تحويل الأمة إلى ملكية في عام 1928، مع نفسه ملكًا.
مع الأزمة العالمية للكساد الأعظم، واجهت ألبانيا تحديات اقتصادية ومالية كبيرة من عام 1930 إلى عام 1939. وكُلِّفت الحكومة باستقرار الاقتصاد وتعزيز النمو الاجتماعي والاقتصادي. وخلال هذه الفترة، قاد الأمة عدد من رؤساء الوزراء، بمن فيهم كوستاك كوتا وبانديلي إيفانجيلي ومهدي فراشري. وفي خضم الحرب العالمية الثانية، وعلى الرغم من إعلان الحياد، غزت إيطاليا ألبانيا. وتولى رؤساء وزراء تلك الحقبة، بمن فيهم شفكت فيرلاسي ومصطفى ميرليكا كروجا، أدوارًا مهمة في التعامل مع التحديات التي يفرضها الاحتلال الأجنبي. وفي عام 1943، احتلت ألمانيا الأمة، مما أدى إلى فترات قصيرة من تولي رجب ميتروفيتشا وفكري دين وإبراهيم بيتشاكشيو منصب رئيس الوزراء أثناء الاحتلال.[2] مع انتهاء الحرب العالمية الثانية في ألبانيا، دخلت الأمة مرحلة تحول غير مسبوقة تحت قيادة أنور خوجة، الذي تولى منصب رئيس الوزراء في عام 1944. تميزت فترة حكم خوجا بالالتزام بالماركسية اللينينية، مما أدى إلى تأسيس جمهورية ألبانيا الشعبية في عام 1946. واجه النظام تحديات متعددة الأوجه، شملت انتشار الفقر والأمية وأزمات الرعاية الصحية وعدم المساواة بين الجنسين. وردًا على ذلك، بدأ خوجا جهود تحديث شاملة تهدف إلى تحقيق التقدم الاقتصادي والاجتماعي وتحويل ألبانيا إلى مجتمع صناعي. شغل محمد شاهو منصب شخصية بارزة في حكومة خوجا، حيث شغل منصب رئيس الوزراء لجزء كبير من الفترة الشيوعية، من عام 1954 إلى عام 1981. لعب دورًا أساسيًا في تنفيذ سياسات الحكومة وممارسة النفوذ على اتجاه الأمة. خلف عادل جارتشاني شيخو في منصب رئيس الوزراء وحافظ على المنصب لمدة تسع سنوات، وحافظ على موقف ألبانيا الانعزالي في الشؤون الخارجية والتحالف مع دول الكتلة الشرقية.

### 1991–الآن
بعد سقوط الشيوعية، أعيد منصب رئيس وزراء ألبانيا وأُسس نظام ديمقراطي. واستجابة للاحتجاجات الواسعة النطاق في ديسمبر 1990، منحت حكومة رامز علياء من حزب العمل موافقتها على أول انتخابات متعددة الأحزاب في مارس 1991 والانتخابات اللاحقة في مارس 1992. وقد أدى هذا إلى الاعتراف القانوني بالحزب الديمقراطي المعارض ومهد الطريق لقبول أحزاب سياسية أخرى، بما في ذلك الحزب الاشتراكي. وفي وقت لاحق، ظهر فاتوس نانو كأول رئيس وزراء بعد الشيوعية في 22 فبراير 1991. أعطى نانو الأولوية لإنشاء المؤسسات الديمقراطية وتنفيذ الإصلاحات الاقتصادية وإعادة دمج ألبانيا في المجتمع الدولي. في 4 يونيو 1991، استقال نانو من منصبه بسبب الضغوط السياسية والاجتماعية، مما سمح ليللي بوفي وفيلسون أحمدي بتولي المنصب لفترة قصيرة على التوالي. خلال فترة ولايتهما، أصبحت ألبانيا عضوًا في لجنة الأمن والتعاون في أوروبا. أصبح ألكسندر مكسي رئيسًا للوزراء في 13 أبريل 1992 بعد فوز الحزب الديمقراطي في الانتخابات في مارس. كانت حكومته مكرسة لمزيد من التقدم الديمقراطي والاقتصادي وتعزيز الروابط الدولية لألبانيا. بلغ هذا الالتزام ذروته بانضمام البلاد إلى مجلس أوروبا في يوليو 1995. ومع ذلك، واجهت فترة ولاية مكسي انتقادات لما اعتبره البعض نهجًا استبداديًا متزايدًا واتهامات بالفساد. كان أحد أبرز الأحداث خلال حكمه اندلاع الاضطرابات المدنية الألبانية عام 1997 والتي أسفرت عن أزمة إنسانية وتدخل دولي.
بعد رحيل مكسي في 25 مارس 1997، ظهر بشكيم فينو كرئيس للوزراء مع الالتزام بإجراء انتخابات مبكرة في يونيو. حصل فاتوس نانو على فترة ولايته الثانية كرئيس للوزراء لكنه واجه العديد من التحديات، ولا سيما في تشكيل مجلس الوزراء، مما أدى إلى استقالته. خلف باندلي ماجكو نانو كرئيس للوزراء في 28 سبتمبر 1998 وركز على الحفاظ على النظام العام ومكافحة الفساد والجريمة المنظمة. حصلت حكومته على موافقة على دستور جديد من خلال استفتاء في نوفمبر 1998، كل ذلك وسط استمرار عدم الاستقرار في كوسوفو الناطقة بالألبانية وتدفق كبير للاجئين منها. مع استقالة ماجكو في 29 أكتوبر 1999، ظهر إيلير ميتا كرئيس للوزراء وخدم حتى استقالته في 29 يناير 2002. بعد عودة ماجكو لفترة ولايته الثانية في 7 فبراير 2002، تولى نانو المسؤولية لفترة ولايته الثالثة كرئيس للوزراء حتى 3 يوليو 2005. في انتخابات يوليو 2005، ظهر سالي بيريشا كرئيس للوزراء بتفانٍ من أجل التنمية الاقتصادية المستدامة ودفع ألبانيا نحو عضوية الاتحاد الأوروبي وحلف شمال الأطلسي (الناتو). حققت فترة ولاية بيريشا إنجازًا كبيرًا عندما حصلت الأمة على عضوية الناتو في أبريل 2009. ومع ذلك، شابت قيادته مزاعم متزايدة بالفساد واختلاس الأموال العامة والتدخل في العمليات العامة. شغل إيدي راما منصب رئيس الوزراء لثلاث فترات متتالية بعد فوز حزبه في انتخابات يوليو 2013. تحت قيادته، حققت ألبانيا نموًا اقتصاديًا ثابتًا وأحرزت تقدمًا مستمرًا نحو عضوية الاتحاد الأوروبي من خلال سلسلة من الإصلاحات التي تهدف إلى التنشيط الاجتماعي والاقتصادي، وتعزيز سيادة القانون، وتحسين النظام القضائي والشفافية في الحكم.

## الميعاد

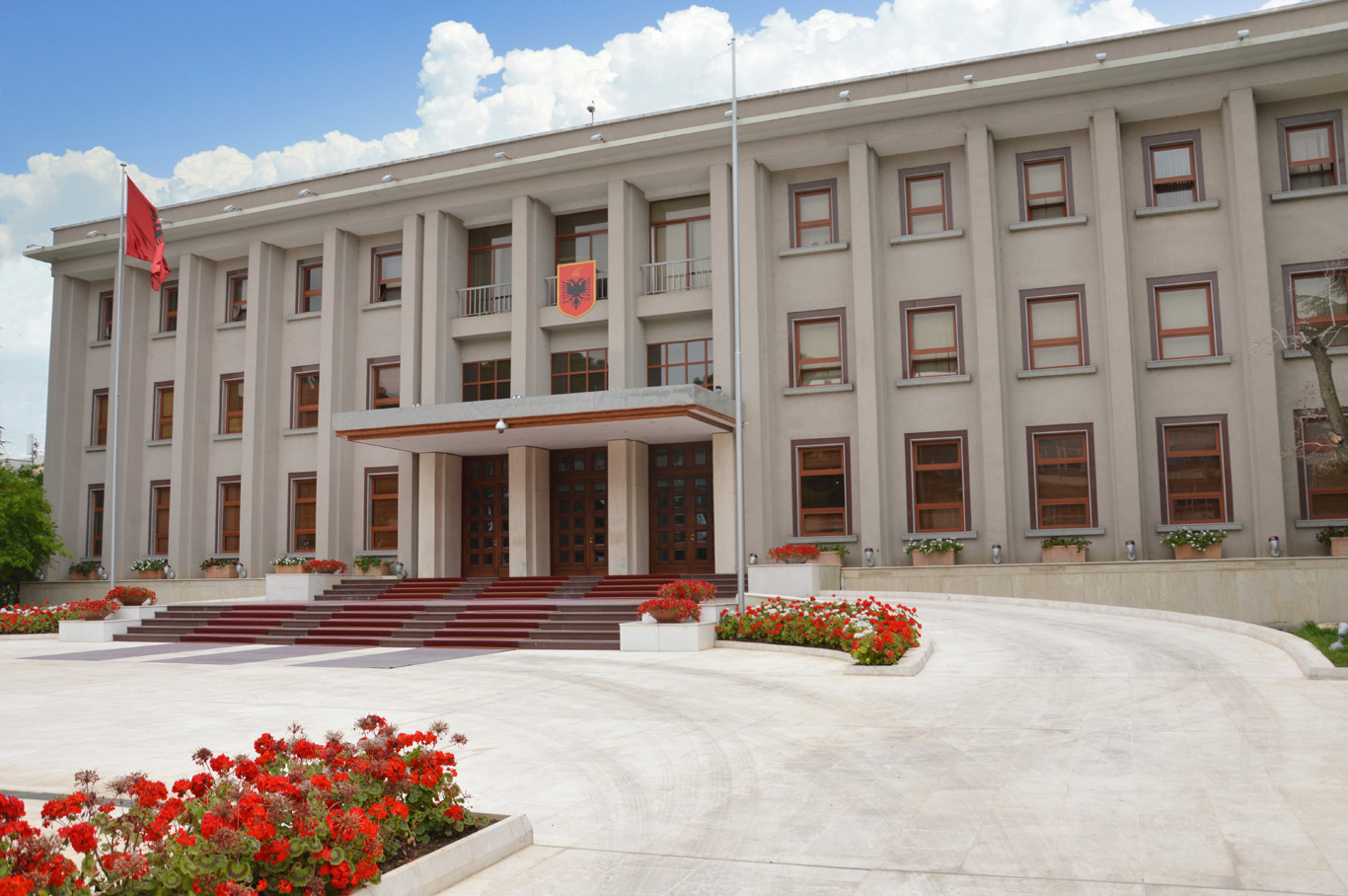
قبل توليه منصبه، يؤدي رئيس الوزراء اليمين الدستورية في حفل رسمي في قصر الرئاسة تحت إشراف الرئيس.

تبدأ عملية اختيار رئيس وزراء ألبانيا بإجراء انتخابات عامة، حيث يتم انتخاب أعضاء البرلمان من خلال نظام التمثيل النسبي لفترات مدتها أربع سنوات. ترشح الأحزاب السياسية أو الائتلافات مرشحيها لأعضاء البرلمان. يظهر زعيم الحزب أو الائتلاف الذي يحصل على أكبر عدد من المقاعد في البرلمان كمتنافس على منصب رئيس الوزراء. بمجرد حصول نتائج الانتخابات على شهادة رسمية، يوجه الرئيس دعوة إلى زعيم الحزب أو الائتلاف الذي يتمتع بالأغلبية البرلمانية، ويحثهم على اقتراح مرشح لهذا المنصب. يسعى المرشح المعين بعد ذلك إلى الحصول على موافقة البرلمان، حيث يدلي أعضاء البرلمان بأصواتهم إما لصالح أو ضد المرشح المقترح. يجب أن يحصل المرشح على أغلبية الأصوات الإيجابية لتأمين التعيين، وبالتالي تأكيد اختياره كرئيس للوزراء. في حالة عدم حصول رئيس الوزراء المعين على موافقة البرلمان، يتم توفير نافذة مدتها 10 أيام للرئيس لترشيح مرشح جديد. إذا لم يقر البرلمان مرة أخرى هذا المرشح اللاحق، يُمنح فترة إضافية مدتها 10 أيام لتعيين رئيس وزراء بديل. إذا ظل البرلمان غير قادر على انتخاب رئيس وزراء جديد بنجاح في غضون هذه الأطر الزمنية المحددة، يحتفظ الرئيس بسلطة حل البرلمان.
قبل توليه منصبه، يُطلب من رئيس الوزراء المنتخب المشاركة في مراسم أداء اليمين الدستورية التي يرأسها الرئيس. ويمثل هذا الحفل، الذي يتم وفقًا للمبادئ التوجيهية للدستور، بداية مهام الوزير الرسمية. وأثناء القسم، يؤكد رئيس الوزراء على ولائه للدستور والقوانين، ويتعهد بالوفاء بمهام منصبه وإعطاء الأولوية لرفاهية الشعب الألباني:
بالألبانية: Betohem se do t'i bindem Kushtetutës dhe ligjeve të vendit, do të respektoj të drejtat dhe liritë e shtetasve, do të mbroj pavarësinë e Republikës së Shqipërisë dhe do t'i shërbej interesit të përgjithshëm dhe përparimit të popullit Shqiptar. Zoti më ndihmoftë!

بالعربية: أقسم بأنني سألتزم بالدستور وقوانين الأمة، وأن أحترم حقوق وحريات المواطنين، وأن أحمي استقلال جمهورية ألبانيا، وأن أخدم المصلحة العامة وتقدم الشعب الألباني. فليساعدني الله!

## الوظائف

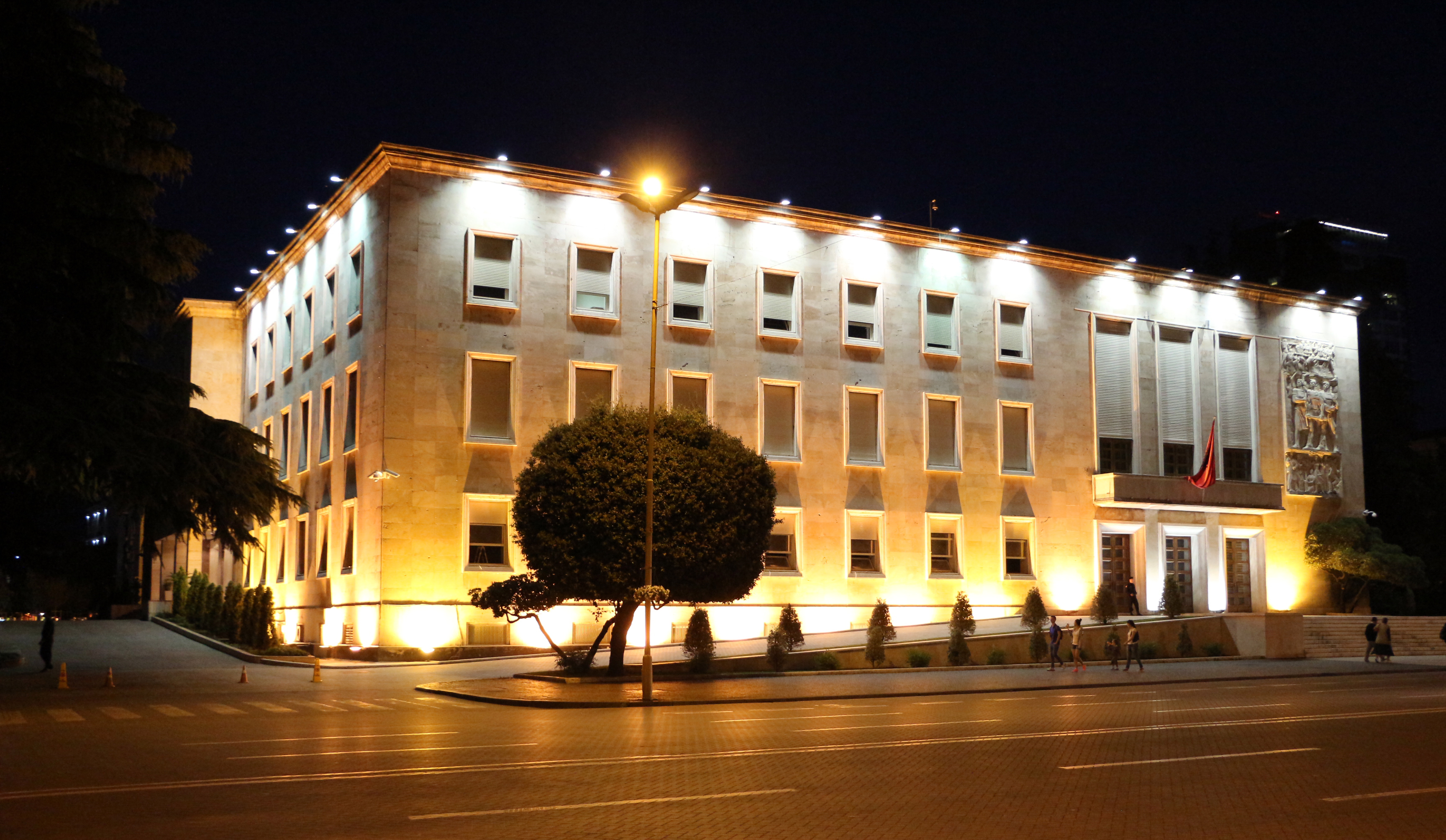
كريمينيستريا في ديشموريت وكومبيت بوليفارد في تيرانا هو المقر الرسمي ومكان العمل لرئيس وزراء ألبانيا.

يقع مكتب رئيس الوزراء في شارع ديشموريت إي كومبيت في تيرانا، ويعمل كمكان عمل رسمي لرئيس الوزراء ويتولى دورًا مركزيًا في تسهيل وظائف رئيس الوزراء ومجلس الوزراء. وفقًا للدستور، يشغل منصب رئيس الوزراء مكانة لا يتجزأ في الذراع التنفيذي للحكومة باعتباره رئيسًا للحكومة. تتمثل إحدى الوظائف الأساسية لرئيس الوزراء في تشكيل وقيادة مجلس الوزراء، والذي يضم نائب رئيس الوزراء والعديد من الوزراء الآخرين. يختار رئيس الوزراء أعضاء المجلس ويقترح تعييناتهم للموافقة عليها من قبل الرئيس. كما يُعهد إلى رئيس الوزراء بمهمة صياغة وتقديم السياسات العامة الرئيسية للأمة. تتضمن هذه المهمة ضمان تنفيذ التشريعات التي أقرها مجلس الوزراء. بالإضافة إلى هذه الوظائف الأساسية، يتولى رئيس الوزراء منصب تنسيق والإشراف على عمل كل من المجلس والمؤسسات المهمة الأخرى في الحكومة. ويضمن هذا التشغيل الفعال لإطار عمل الحكومة، وحل النزاعات المحتملة بين الوزراء، وإصدار التعليمات اللازمة والمساهمة الشاملة في الإدارة الفعالة لوظائف الحكومة.
يتمتع رئيس الوزراء بالقدرة على اقتراح اقتراح الثقة على البرلمان، مع التركيز على المسائل المهمة المتعلقة بالموافقة على مشروع قانون أو قرار. لا يمكن أن يتضمن هذا الاقتراح التحقيقات أو التعيينات أو الحصانة أو العمل البرلماني. يتم تحديد مدة المناقشة من قبل مؤتمر الرؤساء، بحد أدنى 3 دقائق لكل نائب. يحدث التصويت بعد 3 أيام على الأقل من تقديم الاقتراح. إذا فشل الاقتراح، يمكن لرئيس الوزراء طلب حل البرلمان في غضون 48 ساعة، مع حل الرئيس للبرلمان في غضون 10 أيام من الطلب. من المهم أن لا يتم اقتراح اقتراح الثقة أثناء النظر في اقتراح حجب الثقة. عندما يكون رئيس الوزراء غائبًا أو عاجزًا، يتولى نائب رئيس الوزراء دور الرجل الثاني في القيادة للحفاظ على استمرار عمل الحكومة. يتم تحديد تعيينهم وفصلهم من قبل مجلس الوزراء بناءً على توصية رئيس الوزراء.

## القائمة
| #                                                | الصورة الشخصية | الاسم                             | الخدمة         | الخدمة         | الخدمة                      | الحزب                                                        | الحزب          | الحكومة                       | م.                   |
| #                                                | الصورة الشخصية | الاسم                             | البداية        | النهاية        | المدة                       | الحزب                                                        | الحزب          | الحكومة                       | م.                   |
| ------------------------------------------------ | -------------- | --------------------------------- | -------------- | -------------- | --------------------------- | ------------------------------------------------------------ | -------------- | ----------------------------- | -------------------- |
| ألبانيا المستقلة (1912 – 1914)                   |                |                                   |                |                |                             |                                                              |                |                               |                      |
| 1                                                | Photograph     | إسماعيل كمال (1844 – 1919)        | 4 ديسمبر 1912  | 22 يناير 1914  | 1 سنة، و1 شهر، و26 أيام     |                                                              | مُستقل          | مؤقتة                         | [ 13 ] [ 50 ] [ 51 ] |
| –                                                | Photograph     | لجنة الرقابة الدولية              | 22 يناير 1914  | 14 مارس 1914   | 1 شهر، و24 أيام             | أعضاء                                                        | مُستقل          | [ 51 ] [ 52 ]                 |                      |
| إمارة ألبانيا (1914 – 1925)                      |                |                                   |                |                |                             |                                                              |                |                               |                      |
| 2                                                | Photograph     | طرخان باشا البرمدي (1846 – 1927)  | 14 مارس 1914   | 3 سبتمبر 1914  | 5 شهور، و18 أيام            |                                                              | مُستقل          | بيرميتي (الأولى والثانية)     | [ 53 ]               |
| 3                                                | Photograph     | أسعد توبتاني (1863 – 1920)        | 5 أكتوبر 1914  | 27 يناير 1916  | 1 سنة، و3 شهور، و23 أيام    | توبتاني                                                      | مُستقل          | [ 52 ]                        |                      |
| –                                                | Photograph     | طرخان باشا البرمدي (1846 – 1927)  | 25 ديسمبر 1918 | 29 يناير 1920  | 1 سنة، و1 شهر، و5 أيام      | بيرميتي الثالث                                               | مُستقل          | [ 54 ]                        |                      |
| 4                                                | Photograph     | سليمان الدلويني (1884 – 1933)     | 30 يناير 1920  | 14 نوفمبر 1920 | 9 شهور، و16 أيام            | ديلفينال                                                     | مُستقل          | [ 55 ]                        |                      |
| 5                                                | Photograph     | إلياس فريوني (1882 – 1932)        | 15 نوفمبر 1920 | 16 أكتوبر 1921 | 11 شهور، و2 أيام            | فريوني (الأول والثاني)                                       | مُستقل          | [ 56 ]                        |                      |
| 6                                                | Photograph     | باندلي إيفانجيلي (1859 – 1949)    | 16 أكتوبر 1921 | 6 ديسمبر 1921  | 1 شهر، و21 أيام             | إيفانجيلي                                                    | مُستقل          | [ 57 ]                        |                      |
| 7                                                | Photograph     | كاظم كوكولي (1887 – 1943)         | 6 ديسمبر 1921  | 6 ديسمبر 1921  | 1 يوم                       | كوكولي                                                       | مُستقل          | [ 58 ]                        |                      |
| 8                                                | Photograph     | حسن بريشتينا (1873 – 1933)        | 7 ديسمبر 1921  | 12 ديسمبر 1921 | 6 أيام                      | بريشتينا                                                     | مُستقل          | [ 59 ]                        |                      |
| 9                                                | Photograph     | إيدومن كوستوري (1873 – 1943)      | 12 ديسمبر 1921 | 24 ديسمبر 1921 | 13 أيام                     | كوستوري                                                      | مُستقل          | [ 58 ]                        |                      |
| 10                                               | Photograph     | جعفر إيبي (1880 – 1940)           | 24 ديسمبر 1921 | 2 ديسمبر 1922  | 11 شهور، و9 أيام            |                                                              | شعبي           | إيبي                          | [ 58 ]               |
| 11                                               | Photograph     | أحمد زوغو (1895 – 1961)           | 2 ديسمبر 1922  | 25 فبراير 1924 | 1 سنة، و2 شهور، و24 أيام    |                                                              | محافظ          | زوغو                          | [ 58 ]               |
| 12                                               | Photograph     | شفقت فيرلاسي (1877 – 1946)        | 3 مارس 1924    | 27 May 1924    | 2 شهور، و25 أيام            |                                                              | تقدمي          | فيرلاتشي                      | [ 58 ]               |
| –                                                | Photograph     | إلياس فريوني (1882 – 1932)        | 31 May 1924    | 10 يونيو 1924  | 11 أيام                     |                                                              | مُستقل          | فريوني الثالث                 | [ 60 ]               |
| 13                                               | Photograph     | فان نولي (1882 – 1965)            | 16 يونيو 1924  | 24 ديسمبر 1924 | 6 شهور، و9 أيام             |                                                              | ليبرالي        | نولي                          |                      |
| جمهورية ألبانيا الأولى (1925 – 1928)             |                |                                   |                |                |                             |                                                              |                |                               |                      |
| –                                                | Photograph     | أحمد زوغو (1895 – 1961)           | 6 يناير 1925   | 31 يناير 1925  | 8 شهور، و18 أيام            |                                                              | محافظ          | زوغو الثاني                   | [ 60 ]               |
| مملكة ألبانيا (1928 – 1939)                      |                |                                   |                |                |                             |                                                              |                |                               |                      |
| 14                                               | Photograph     | كوستاك كوتا (1886 – 1947)         | 5 سبتمبر 1928  | 5 مارس 1930    | 1 سنة، و6 شهور، و1 يوم      |                                                              | مُستقل          | كوتا                          | [ 61 ]               |
| –                                                | Photograph     | باندلي إيفانجيلي (1859 – 1949)    | 6 مارس 1930    | 16 أكتوبر 1935 | 5 سنوات، و7 شهور، و11 أيام  | إيفانجيلي (الثاني والثالث والرابع)                           | مُستقل          | [ 61 ]                        |                      |
| 15                                               | Photograph     | مهدي فراشري (1872 – 1963)         | 21 أكتوبر 1935 | 7 نوفمبر 1936  | 1 سنة، و18 أيام             | فراشري                                                       | مُستقل          | [ 62 ]                        |                      |
| –                                                | Photograph     | كوستاك كوتا (1886 – 1947)         | 9 نوفمبر 1936  | 7 أبريل 1939   | 2 سنوات، و4 شهور، و30 أيام  | كوتا الثاني                                                  | مُستقل          | [ 62 ]                        |                      |
| الحماية الإيطالية لألبانيا (1939 – 1943)         |                |                                   |                |                |                             |                                                              |                |                               |                      |
| –                                                | Photograph     | شفقت فيرلاسي (1877 – 1946)        | 12 أبريل 1939  | 3 ديسمبر 1941  | 2 سنوات، و7 شهور، و22 أيام  |                                                              | فاشي           | فيرليتشي الثاني               | [ 62 ]               |
| 16                                               | Photograph     | مصطفى ميرليكا كروجا (1887 – 1958) | 4 ديسمبر 1941  | 4 يناير 1943   | 1 سنة، و1 شهر، و1 يوم       | ميرليكا كروجا                                                | فاشي           | [ 62 ]                        |                      |
| 17                                               | Photograph     | أكرم ليبوهوفا (1882 – 1948)       | 18 يناير 1943  | 11 فبراير 1943 | 25 أيام                     | ليبوهوفا                                                     | فاشي           | [ 63 ]                        |                      |
| 18                                               | Photograph     | مالك بوشاتي (1890 – 1946)         | 12 فبراير 1943 | 28 أبريل 1943  | 2 شهور، و17 أيام            | بوشاتي                                                       | فاشي           | [ 63 ]                        |                      |
| –                                                | Photograph     | أكرم ليبوهوفا (1882 – 1948)       | 11 May 1943    | 10 سبتمبر 1943 | 4 شهور                      | ليبوهوفا الثاني                                              | فاشي           | [ 63 ]                        |                      |
| الاحتلال الألماني لألبانيا (1943 – 1944)         |                |                                   |                |                |                             |                                                              |                |                               |                      |
| 19                                               | Photograph     | ريكسيب ميتروفيتشا (1887 – 1967)   | 5 نوفمبر 1943  | 16 يونيو 1944  | 7 شهور، و12 أيام            |                                                              | الجبهة الوطنية | ميتروفيتشا                    | [ 63 ]               |
| 20                                               | Photograph     | فكري دين (1897 – 1960)            | 18 يوليو 1944  | 28 أغسطس 1944  | 1 شهر، و11 أيام             | ديني                                                         | الجبهة الوطنية | [ 64 ]                        |                      |
| 21                                               | Photograph     | إبراهيم بيتشاكشيو (1905 – 1977)   | 6 سبتمبر 1944  | 25 أكتوبر 1944 | 1 شهر، و20 أيام             | بيكاكو                                                       | الجبهة الوطنية | [ 64 ]                        |                      |
| جمهورية ألبانيا الشعبية الاشتراكية (1944 – 1991) |                |                                   |                |                |                             |                                                              |                |                               |                      |
| 22                                               | Photograph     | أنور خوجة (1908 – 1985)           | 10 نوفمبر 1944 | 20 يوليو 1954  | 9 سنوات، و8 شهور، و10 أيام  |                                                              | العمال         | Hoxha (الأول والثاني والثالث) | [ 12 ]               |
| 23                                               | Photograph     | محمد شاهو (1913 – 1981)           | 20 يوليو 1954  | 18 ديسمبر 1981 | 27 سنوات، و4 شهور، و29 أيام | شاهو (الأول والثاني والثالث والرابع والخامس والسادس والسابع) | العمال         | [ 65 ] [ 66 ]                 |                      |
| 24                                               |                | عادل تشارساني (1922 – 1997)       | 4 يناير 1982   | 22 فبراير 1991 | 9 سنوات، و2 شهور، و4 أيام   | شارتشاني (الأول والثاني والثالث)                             | العمال         | [ 67 ]                        |                      |
| جمهورية ألبانيا (1991 – الآن)                    |                |                                   |                |                |                             |                                                              |                |                               |                      |
| 25                                               | Photograph     | فاتوس نانو (ولد في 1952)          | 22 فبراير 1991 | 4 يونيو 1991   | 3 شهور، و14 أيام            |                                                              | اشتراكي        | نانو (الأول والثاني)          | [ 16 ]               |
| 26                                               | Photograph     | يللي بوفي (ولد في 1948)           | 5 يونيو 1991   | 10 ديسمبر 1991 | 6 شهور، و6 أيام             | الاستقرار                                                    | اشتراكي        | [ 68 ]                        |                      |
| 27                                               | Photograph     | فيلسون أحمدي (ولد في 1951)        | 10 ديسمبر 1991 | 4 أبريل 1992   | 3 شهور، و26 أيام            | أحمدي                                                        | اشتراكي        | [ 68 ]                        |                      |
| 28                                               | Photograph     | ألكسندر مكسي (ولد في 1939)        | 13 أبريل 1992  | 25 مارس 1997   | 4 سنوات، و11 شهور، و13 أيام |                                                              | ديمقراطي       | مكسي (الأول والثاني)          | [ 20 ]               |
| 29                                               | Photograph     | بشكيم فينو (1962 – 2021)          | 13 مارس 1997   | 25 يوليو 1997  | 4 شهور، و13 أيام            |                                                              | اشتراكي        | فينو                          | [ 69 ]               |
| –                                                | Photograph     | فاتوس نانو (ولد في 1952)          | 25 يوليو 1997  | 28 سبتمبر 1998 | 1 سنة، و2 شهور، و4 أيام     | نانو 3                                                       | اشتراكي        | [ 16 ]                        |                      |
| 30                                               | Photograph     | باندلي ماجكو (ولد في 1967)        | 28 سبتمبر 1998 | 29 أكتوبر 1999 | 1 سنة، و1 شهر، و2 أيام      | ماجكو                                                        | اشتراكي        | [ 25 ]                        |                      |
| 31                                               | Photograph     | إيلير ميتا (ولد في 1969)          | 29 أكتوبر 1999 | 29 يناير 2002  | 2 سنوات، و3 شهور، و1 يوم    | Meta (الأول والثاني)                                         | اشتراكي        | [ 70 ]                        |                      |
| –                                                | Photograph     | باندلي ماجكو (ولد في 1967)        | 7 فبراير 2002  | 24 يوليو 2002  | 5 شهور، و18 أيام            | Majko II                                                     | اشتراكي        | [ 25 ]                        |                      |
| –                                                | Photograph     | فاتوس نانو (ولد في 1952)          | 24 يوليو 2002  | 8 سبتمبر 2005  | 3 سنوات، و1 شهر، و16 أيام   | Nano IV                                                      | اشتراكي        | [ 16 ]                        |                      |
| 32                                               | Photograph     | صالح بريشا (ولد في 1944)          | 8 سبتمبر 2005  | 11 سبتمبر 2013 | 8 سنوات، و4 أيام            |                                                              | ديمقراطي       | Berisha (الأول والثاني)       | [ 71 ]               |
| 33                                               | Photograph     | إيدي راما (ولد في 1964)           | 11 سبتمبر 2013 | شاغل المنصب    | 11 سنوات، و6 شهور، و12 أيام |                                                              | Socialist      | Rama (الأول والثاني والثالث)  | [ 72 ]               |

## الملاحظات
1. ↑  خلال هذه الفترة، كان منصب رئيس الوزراء يمارسه وزير العدل، الذي ضم حكمت دلفينا، وجوزيف كيدي، وبيترو بوجا، وميلتو توتولاني، وإلياس فريوني.[48]